# Quaternair koolstofatoom

Een quaternair koolstofatoom

Een quaternair koolstofatoom is een koolstofatoom in een organische verbinding waaraan vier andere koolstofatomen gebonden zijn.
Het feit dat er vier andere koolstofatomen aan het quaternaire koolstofatoom gebonden zijn betekent dat er geen andere atomen gebonden kunnen worden. Het optreden van quaternaire koolstofatomen is daarom chemisch niet bijster interessant (er zijn namelijk geen reacties uitvoerbaar op dit koolstofatoom). Vanuit de structuurtheorie zijn verbindingen waarin deze soort koolstofatomen optreedt wel belangrijk omdat ze inzicht verschaffen in welke verbindingen wel of juist niet mogelijk zijn. Doorgaans zijn quaternaire koolstofatomen niet eenvoudig te maken.

## Voorbeelden
- Spiropentadieen
- Fenestraan
- 2,2-dimethylbutaan